# Esencia oscura
Esencia oscura es la primera novela de fantasía histórica escrita por Tim Powers y publicada en 1979 por Del Rey Books. En España fue publicada por Gigamesh veinte años más tarde.

## Resumen
En el año 1529, Brian Duffy, un mercenario irlandés, es contratado en Venecia por el misterioso Aurelianus para ir a Viena y trabajar como vigilante en el Mesón Zimmerman, antiguo monasterio y ahora fábrica de la famosa cerveza Herzwesten (Corazón de Occidente).
Entretanto, el ejército turco bajo el mando del Sultán Suleiman  ha conseguido su posición más adelantada en su marcha sobre Europa, y está preparado para emprender el asedio de Viena. Con el ejército viaja el Visir Ibrahim, un mago que pretende utilizar la magia negra como parte del asedio.
Duffy ya conoce Viena y cuando  regresa se ve perseguido por recuerdos pero también por extrañas visiones de criaturas míticas.  
A llegar en Viena, Duffy se reencuentra con Epifanía Vogel, una novia anterior, y su padre Gustav, quién está trabajando en una pintura  llamada "La Muerte de St. Michael el Arcángel". Parece que la pintura  nunca está bastante completa, y Vogel está continuamente añadiendo detalles adicionales a la pintura, haciéndola más y más oscura.  
Aurelianus parece saber más de Duffy y su pasado que el mismo Duffy. Su propósito real al contratarle es proteger al escondido Rey Pescador, dirigente espiritual secreto del mundo occidental, contra el avance turco. La cervecería Herzwesten guarda un gran secreto, la cerveza oscura, que se produce sólo cada setecientos años y tiene propiedades sobrenaturales.

## Uso de mitos y personas históricas
- Rey Arturo Arthur/Sigmund (Brian Duffy)
- Merlin (Aurelius Ambrosius).
- Rey Pescador - El rey secreto del oeste, cuya salud está ligada a su tierra y tiene que ser protegido o el mundo occidental padecerá.
- Dios romano Baco
- Caronte - El barquero del infierno.
- Gambrinus - Brewer
- Antoku Diez-ningún (el Emperador Antoku)
- Fantasma de Fionn Mac Fresco
- Señora del Lago, Morgan le Fay
- John Zápolya (basado en el rey Juan de Zapolya)
- Morrígan, diosa celta.
- Odin, Thor y Heracles (?)